# Vụ án tướng Trần Văn Thanh
Vụ án tướng Trần Văn Thanh là một vụ án gây xôn xao dư luận Đà Nẵng từ năm 2007. Trong những người bị đưa ra xét xử có Thiếu tướng Trần Văn Thanh, Chánh Thanh tra Bộ Công an, nguyên Giám đốc Công an Thành phố Đà Nẵng, với cáo buộc "lợi dụng các quyền tự do dân chủ xâm phạm lợi ích của Nhà nước, quyền, lợi ích hợp pháp của tổ chức, công dân" (theo Khoản 1, Điều 258, Bộ luật Hình sự Việt Nam).

## Khởi tố
Năm 2007, một vụ án "lợi dụng các quyền tự do dân chủ xâm phạm lợi ích của Nhà nước, quyền, lợi ích hợp pháp của tổ chức, công dân" (theo Khoản 1, Điều 258, Bộ luật Hình sự Việt Nam) gây xôn xao dư luận Đà Nẵng. Cuối năm, Đinh Công Sắt, một người từng là thiếu tá công an, bị bắt vì tội "rải truyền đơn và tố cáo sai sự thật nhằm hạ uy tín lãnh đạo Đà Nẵng". Ngày 2 tháng 3 năm 2008, Công an thành phố Đà Nẵng đã bắt trung tá công an Dương Ngọc Tiến, Trưởng Đại diện Báo Công an Thành phố Hồ Chí Minh tại Hà Nội, với tội danh "lợi dụng các quyền tự do, dân chủ, xâm phạm lợi ích của Nhà nước, quyền, lợi ích hợp pháp của tổ chức, công dân". Cùng bị bắt với Dương Ngọc Tiến còn có ông Nguyễn Phi Duy Linh. Theo các cơ quan điều tra của thành phố Đà Nẵng thì "tổng đạo diễn" của vụ tố cáo sai sự thật và rải truyền đơn để hạ uy tín lãnh đạo Đà Nẵng này là Thiếu tướng Trần Văn Thanh, Chánh Thanh tra của Bộ Công an, và ông này cũng bị khởi tố.

## Xét xử
Ngày 20 tháng 7 năm 2009, mặc dù ông Trần Văn Thanh bị tai biến và có hai bệnh viện của công an xác nhận là tướng Thanh không đủ sức khỏe để dự phiên tòa, thế nhưng vị thiếu tướng công an vẫn bị đưa đến tòa, tổ chức tại Nhà hát Trưng Vương, trên xe cứu thương trong tình trạng hôn mê, thở oxy và phải truyền dịch, để kiểm tra sức khỏe trước khi đưa ra tòa, - một việc mà Tiến sĩ Luật học Cù Huy Hà Vũ cho là "hành động vô cùng tàn bạo và man rợ, một phiên tòa chưa từng có trong lịch sử thế giới". Tuy nhiên theo Vụ trưởng Vụ Thông tin Báo chí Văn phòng Chính phủ Dương Đức Quảng, đây là kịch bản được dàn dựng để triệt hạ uy tín ông Nguyễn Bá Thanh: "Cụ thể ông Trần Văn Thanh đã được một cô bác sĩ tiêm thuốc gây mê, cho thở oxy và truyền dịch rồi cùng một vài người mượn một chiếc xe cấp cứu của Bệnh viện Đà Nẵng để đưa ông Thanh trong tình trạng cấp cứu đến bên ngoài nơi xét xử để chụp ảnh rồi đưa tin trên báo, chứ không có chuyện lãnh đạo thành phố chỉ đạo phải đưa ông Trần Văn Thanh trong tình trạng sức khỏe như thế lại phải ra tòa".
Tại phiên tòa sơ thẩm ngày 7 tháng 8 năm 2009, Luật sư Phạm Hồng Hải phản đối việc ông Nguyễn Thành đã đề nghị các cơ quan điều tra khởi tố tướng Trần Văn Thanh, nay chính ông Nguyễn Thành lại ngồi vào ghế chủ tọa thì "không khác nào vừa đá bóng vừa thổi còi", thế nhưng ông Nguyễn Thành không chấp thuận các đề nghị trên của các luật sư vì "không có căn cứ, cơ sở". Tòa án Đà Nẵng đã xử vắng mặt ông Trần Văn Thanh 18 tháng tù treo, các ông Nguyễn Phi Duy Linh bị phạt 36 tháng tù, Đinh Công Sắt 12 tháng tù treo, riêng ông Dương Ngọc Tiến 17 tháng 5 ngày tù, ngang với thời gian bị tạm giam nên được trả tự do ngay tại tòa. Theo Bản án hình sự sơ thẩm số 16/2009/HSST thì các bị cáo đã "lợi dụng quyền tự do báo chí để viết bài không đúng sự thật về tình hình Đà Nẵng nhằm gây ảnh hưởng xấu đến uy tín của cán bộ lãnh đạo cũng như chính quyền thành phố Đà Nẵng". Tuy nhiên "cán bộ lãnh đạo của Đà Nẵng" bị ảnh hưởng uy tín, bị tố cáo sai sự thật chính xác là ai thì không được nhắc đến.

## Phúc thẩm
Cho đến khi vụ án được đưa ra xử phúc thẩm, nhân vật bí ẩn "có dấu hiệu bị xâm hại uy tín" mới được hé mở chính là ông Nguyễn Bá Thanh, Bí thư Thành ủy Đà Nẵng, Ủy viên Trung ương Đảng, Đại biểu Quốc hội. Trong phiên tòa phúc thẩm, luật sư của ông Dương Ngọc Tiến, bà Nguyễn Thị Dương Hà, đại diện Văn phòng Luật sư Cù Huy Hà Vũ, cũng xác định người bị Đinh Công Sắt tố cáo là Nguyễn Bá Thanh. Những tài liệu "truyền đơn" mà Tòa án Nhân dân thành phố Đà Nẵng kết luận là ông Dương Ngọc Tiến đưa cho Đinh Công Sắt đem đi rải là Công văn số 73/KSĐT-KT (ngày 31/10/2000) và Công văn số 77/KSĐT/KT (ngày 01/11/2000) của Viện Kiểm sát Nhân dân thành phố Đà Nẵng gửi lãnh đạo Viện Kiểm sát Nhân dân Tối cao và ông Phan Diễn (lúc đó là Bí thư Thành ủy Đà Nẵng). Theo RFA (Đài Á Châu Tự do) thì cả hai công văn số 73 và 77 nói trên đều đề cập đến việc ông Nguyễn Bá Thanh đã nhận hối lộ của Phạm Minh Thông 4,4 tỷ đồng trong các công trình xây dựng Cầu Sông Hàn và đường Bắc Nam ở Đà Nẵng. Ngoài ra, Báo cáo số 73/BC-VPBCĐ (ngày 26/10/2007) và Báo cáo số 38/BC-VPBCĐ (ngày 07/4/2008) của Văn phòng Ban Chỉ đạo Trung ương về Phòng chống Tham nhũng gửi Thủ tướng Chính phủ và Ban Bí thư Trung ương Đảng, xác nhận các đơn tố cáo về hành vi tham nhũng của ông Nguyễn Bá Thanh của một số công dân thành phố Đà Nẵng (trong đó có đơn tố cáo của Đinh Công Sắt) là có cơ sở. Và Kết luận thanh tra số 524/KLTT-BCA (V24) ngày 06/6/2008 của Bộ Công an xác định có đủ căn cứ để khởi tố vụ án và bị can, nhưng Công an thành phố Đà Nẵng không khởi tố ông Nguyễn Bá Thanh để điều tra.
Luật sư Dương Hà đã đọc tại tòa rằng Công văn số 77/KSĐT/KT ghi rõ: "Thông khai có đưa cho ông Nguyễn Bá Thanh (Chủ tịch Ủy ban Nhân dân thành phố Đà Nẵng) nhiều lần số tiền là 4.425 triệu đồng theo yêu cầu của ông Thanh là Công ty muốn được thanh toán vốn nhanh phải trích lại cho ông 5% trên số vốn do công trình xây dựng bằng vốn ngân sách và 150.000đ/m² trên số mét vuông đất do Ủy ban Nhân dân thanh toán bằng quỹ đất đường Bắc Nam... Chiều ngày 31/10/2000 sau khi phân tích một cách sâu sắc và có trách nhiệm, thì có 5/7 thành viên Ủy ban Kiểm sát thống nhất Phạm Minh Thông phạm tội: Đưa hối lộ, Nguyễn Bá Thanh phạm tội: Nhận hối lộ". Theo lời của ông Cù Huy Hà Vũ, chồng của bà Dương Hà, thì micro của luật sư đã bị tòa án tắt đi khi bà luật sư nhắc đến hành vi tham nhũng của ông Nguyễn Bá Thanh. Được biết trong vụ án Phạm Minh Thông, Thông khai đã dùng tiền "tham ô" được để "đi quà biếu một số cá nhân và tập thể", và đi "chúc tết" một số người nào đó, nhưng đó là những ai thì không bao giờ được làm sáng tỏ. Cuối cùng chỉ mình Phạm Minh Thông bị tù, còn đối tượng nhận tiền và đòi hối lộ không được xác định.
Tất cả các bị cáo đều kháng án lên tòa phúc thẩm trừ Đinh Công Sắt, người đã được thả trước phiên xử. Tại tòa, Dương Ngọc Tiến khẳng định hoàn toàn không quen biết các ông Trần Văn Thanh và Nguyễn Duy Phi Linh. Ông nói đã bị điều tra viên ép viết lời khai, và theo lời trung tá công an này thì "Điều tra viên bảo tôi anh viết một bài báo gây chấn động Đà Nẵng nên anh phải ngồi tù bảy năm".

### Bị cáo Trần Văn Thanh
Trước đó, Viện Thực hành quyền công tố và kiểm sát xét xử phúc thẩm tại Đà Nẵng (Viện Phúc thẩm II) thuộc Viện Kiểm sát Nhân dân Tối cao đã kháng nghị Tòa phúc thẩm Đà Nẵng tuyên ông Trần Văn Thanh không phạm tội và đình chỉ vụ án với bị cáo này. Như vậy, ngay cả cơ quan buộc tội (Viện Kiểm sát) cũng cho là bị cáo vô tội, nhưng Chánh án Trần Mẫn vẫn tuyên án Thiếu tướng Trần Văn Thanh có tội, dù không có bằng chứng nhưng vẫn nhất quyết cho rằng ông Trần Văn Thanh là "người cầm đầu, đã chủ động hướng dẫn các bị cáo". Thay vì tuyên vô tội như kháng nghị của Viện Phúc thẩm II, tòa chỉ giảm án xuống 12 tháng tù treo vì bị cáo có nhân thân tốt.

### Bị cáo Dương Ngọc Tiến
Thượng tá Đặng Xuân Dũng, Tổng Biên tập Báo Công an Thành phố Hồ Chí Minh cũng đề nghị xem xét lại bản án đối với ông Dương Ngọc Tiến, cho rằng bản án sơ thẩm hình sự ghi: "bị cáo đã lợi dụng quyền tự do báo chí để viết bài không đúng sự thật về tình hình Đà Nẵng nhằm gây ảnh hưởng xấu đến uy tín của cán bộ lãnh đạo cũng như chính quyền Tp Đà Nẵng" là không đúng, bởi bài báo về Đà Nẵng tựa đề "Nguyên nhân nào một số công dân khiếu kiện gay gắt?" (đăng ngày 10-5-2007, nội dung phản ánh một số bức xúc của người dân Đà Nẵng trong đền bù, giải phóng mặt bằng) không hề bị một cơ quan hay cá nhân nào ở Tp Đà Nẵng khiếu nại về nội dung, các cơ quan chức năng nhà nước có liên quan cũng không hề có ý kiến với bài báo. Tuy nhiên, tòa phúc thẩm vẫn giữ nguyên mức án đối với Trung tá Dương Ngọc Tiến.

### Bị cáo Nguyễn Duy Phi Linh
Tương tự, bị cáo Nguyễn Duy Phi Linh cũng phủ nhận những lời khai tại cơ quan điều tra: "Khi lấy lời khai, điều tra viên bảo tôi nếu nhận tội sẽ được khoan hồng, chỉ xử lý hành chính thôi. Tôi nghĩ xử lý hành chính thì cũng được nên mới nhận". Khi bị chủ tọa Trần Mẫn vặn hỏi: "Thế bị cáo lừa dối điều tra viên à?" thì bị cáo Linh trả lời: "Tôi không lừa dối mà do điều tra viên buộc tôi phải lừa". Cuối cùng tòa cũng tuyên y án với ông Linh.

## Giám đốc thẩm
Hai ông Trần Văn Thanh (cựu tướng công an) và Dương Ngọc Tiến (cựu trung tá công an) đều đã gởi đơn lên giám đốc thẩm.
Ngày 29 tháng 12 năm 2010, báo Quân đội Nhân dân đưa tin Viện Kiểm sát Nhân dân Tối cao đã ra kháng nghị giám đốc thẩm yêu cầu đình chỉ vụ án đối với ông Trần Văn Thanh và tuyên bố ông vô tội với lý do không đủ căn cứ kết luận ông Trần Văn Thanh phạm tội.
Trước đó, trong phiên xử phúc thẩm, Viện Phúc thẩm II thuộc Viện Kiểm sát Nhân dân Tối cao cũng đã từng kháng nghị tuyên ông Trần Văn Thanh không phạm tội và đình chỉ vụ án với bị cáo, tuy nhiên Tòa phúc thẩm Đà Nẵng đã không chấp nhận.
Tại phiên tòa phúc thẩm xét xử lại ngày 22/06/2012, TAND Cấp cao tại Đà Nẵng chấp nhận một phần kháng nghị của Viện KSND Tối cao, tuyên miễn tội, đình chỉ vụ án đối với ông Trần Văn Thanh. Tòa kết luận: ông Trần Văn Thanh bị truy cứu trách nhiệm hình sự với tội "Lợi dụng quyền tự do dân chủ, xâm phạm lợi ích Nhà nước, quyền và lợi ích của công dân" (theo Điểm 2, Khoản 2 Điều 258 Bộ luật Hình sự) là đúng. Tuy nhiên, đây là loại tội phạm ít nghiêm trọng, đồng thời theo luật đã hết thời hạn truy cứu trách nhiệm hình sự.

## Quan điểm của ông Cù Huy Hà Vũ
Ông Cù Huy Hà Vũ đã cho rằng phiên tòa xử tướng công an Trần Văn Thanh "mang hàm ý đe dọa người dân, đe dọa những người chống tham nhũng". Theo ông Vũ, vụ án này "được tạo nên nhằm tiêu diệt tướng Thanh" vì ông Trần Văn Thanh "là viên tướng chống tham nhũng". Cù Huy Hà Vũ nêu dẫn chứng là Thiếu tướng Trần Văn Thanh đã từng "chỉ đạo điều tra vụ án tham nhũng liên quan trực tiếp đến ông Nguyễn Bá Thanh lúc đó là Chủ tịch UBND thành phố Đà Nẵng và hiện nay là Bí thư Thành ủy Đà Nẵng". Ông Vũ cho rằng đây "là hành vi trả thù đối với việc chống tham nhũng". Theo Tiến sĩ Luật sư Cù Huy Hà Vũ thì "không có bất kỳ đơn tố cáo hay lời khai nào của người bị hại, mà theo pháp luật về hình sự của Việt Nam thì tội phạm được xác định bởi người bị hại, vậy, nếu không có người bị hại tức là không có tội phạm". Theo ông, Chánh án Trần Mẫn đã tìm mọi cách để buộc tội khi tuyên bố là vụ án "không cần bị hại vẫn có thể xét xử những người được coi là tội phạm", một tuyên bố mà ông Vũ cho là "tâm thần".
Cù Huy Hà Vũ còn nói trong cuộc trả lời phỏng vấn rằng cho đến phút cuối cùng người ta đã "bí mật thay đổi Hội đồng Xét xử", thay một chánh án tên Diệm bằng ông Trần Mẫn, ngay cả các luật sư cũng không được biết. Theo ông Đỗ Xuân Hiền, nguyên Trưởng ban Kinh tế Đà Nẵng, huyện ủy thường vụ Đà Nẵng, một người có liên quan trong vụ án thì "Ông Trần Mẫn là em ruột bà Trần Thị Thủy. Bà Trần Thị Thủy là vợ ông Nguyễn Văn Chi. Ông Nguyễn Văn Chi là Ủy viên Bộ Chính trị kiêm Chủ nhiệm Ủy ban Kiểm tra Trung ương, là bạn thân của ông Nguyễn Bá Thanh". Ông cho biết nhiều người đến dự phiên tòa đều bị ức chế do công an không cho ai vào, đến chiều mới cho vào do nhân dân đấu tranh la lên. Ông Hiền cũng nói rằng "Nguyễn Bá Thanh lấy đất của dân, mỗi mét vuông đất đền bù cho dân có 19.500 đ/m² trong khi bản thân ông Nguyễn Bá Thanh lấy của chủ nhà thầu đất là 150.000 đ/m², thử hỏi là gấp bao nhiêu lần. Như vậy có phải là tham nhũng, hối lộ hay không?" 